# CBS 음악FM
CBS 음악FM은 대한민국의 방송국 CBS기독교방송의 라디오 채널 중 하나이다. 수도권에서 초단파 93.9㎒, 부산광역시에서는 초단파 102.1㎒/녹산에서는 초단파 105.3㎒, 대구광역시 전 지역, 경산, 구미, 칠곡, 성주, 고령 등 경상북도 일부 지역에서는 초단파 97.1㎒, 광주광역시 전 지역, 나주, 담양, 장성 등 전라남도 일부 지역에서는 초단파 98.1㎒로 송출되며 24시간 방송된다. 선교와 교양 중심의 CBS 표준FM과 달리 종교 음악보다 대중음악을 조금 더 다양하게 선곡하여 방송한다. 또한, 프로그램 오프닝곡 선곡 이후에는 여러 차례의 광고가 송출되고, 프로그램 클로징곡 이전에도 여러 차례의 광고가 송출된다.
1995년 12월 15일에 개국하였다. 수도권, 부산광역시, 대구광역시, 경상북도, 광주광역시, 전라남도 등을 제외한 강원특별자치도, 충청남북도, 전북특별자치도, 경상남도, 제주특별자치도 등의 지방과 해외에서는 CBS의 인터넷 라디오인 《RAINBOW》로 청취가 가능하다. (PC, 휴대전화에 RAINBOW를 설치하여 청취할 수 있다.)

## 특징
1995년 12월 15일 개국 이후에는 광고방송(상업광고방송)을 내보낸다. 광고방송(상업광고방송)을 하면서 공익광고방송까지 내보냈다. 광고방송(상업광고방송)을 내보내는 것이 라디오 채널이다.

## 연혁
- 1995년 12월 15일 - CBS 음악FM 개국 (호출부호 HLKY-FM, 주파수 초단파 93.9㎒, 출력 5㎾, 남산 송신소 전파 발사)
- 1996년 1월 15일 - CBS 음악FM 24시간 방송 개시.
- 1996년 4월 9일 - CBS 음악FM 출력 7kW로 증강.
- 1997년 4월 24일 - 강화·문산 음악FM 간이 중계소 개설.
- 1998년 12월 15일 - 송신소를 남산 송신소에서 관악산 송신소로 이전.
- 2017년 2월 28일 - 부산CBS 음악FM 녹산 중계소 개국 (주파수 초단파 105.3㎒)
- 2017년 12월 1일 - 대구CBS 음악FM 개국 (호출부호 HLKT-FM, 주파수 초단파 97.1㎒, 출력 1㎾, 앞산 송신소 전파 발사)
- 2019년 1월 9일 - 광주CBS 음악FM 개국 (호출부호 HLEM-FM, 주파수 초단파 98.1㎒, 출력 1㎾, 무등산 송신소 전파 발사)
- 2020년 8월 18일 - 코로나19 확진자 발생으로, 모든 프로그램이 결방되어 진행자 없이 음악 방송을 대체 편성
- 2020년 8월 20일 - CBS 음악FM 라디오 정규 프로그램 정상화 (낮 12시부터)

## 방송 프로그램(편성표)
2025년 6월 9일 기준
| 방송시간 | 방송 프로그램                                                           | 방송 프로그램                                                           | 방송 프로그램                                                           | 방송 프로그램                                                           |
| 방송시간 | 수도권                                                                  | 부산권                                                                  | 대구·경북권                                                             | 광주·전남권                                                             |
| -------- | ----------------------------------------------------------------------- | ----------------------------------------------------------------------- | ----------------------------------------------------------------------- | ----------------------------------------------------------------------- |
| 04:00    | 이명희의 내가 매일 기쁘게 1부 (CBS JOY4U 동시방송)                      | 김정현의 내가 매일 기쁘게 1부                                           | 내가 매일 기쁘게 (대구) 1부                                             | 내가 매일 기쁘게 (대구) 1부                                             |
| 05:00    | 이명희의 내가 매일 기쁘게 2부 (CBS JOY4U 동시방송)                      | 김정현의 내가 매일 기쁘게 2부                                           | 내가 매일 기쁘게 (대구) 2부                                             | 내가 매일 기쁘게 (대구) 2부                                             |
| 06:00    | 정민아의 Amazing Grace (CBS 표준FM 동시방송(월~토), CBS JOY4U 동시방송) | 정민아의 Amazing Grace (CBS 표준FM 동시방송(월~토), CBS JOY4U 동시방송) | 정민아의 Amazing Grace (CBS 표준FM 동시방송(월~토), CBS JOY4U 동시방송) | 정민아의 Amazing Grace (CBS 표준FM 동시방송(월~토), CBS JOY4U 동시방송) |
| 07:00    | 김용신의 그대와 여는 아침                                               | 김용신의 그대와 여는 아침                                               | 김용신의 그대와 여는 아침                                               | 김용신의 그대와 여는 아침                                               |
| 09:00    | 김정원의 아름다운 당신에게                                              | 김정원의 아름다운 당신에게                                              | 김정원의 아름다운 당신에게                                              | 김정원의 아름다운 당신에게                                              |
| 11:00    | 최강희의 영화음악                                                       | 최강희의 영화음악                                                       | 박준상의 모닝팝업                                                       | 최강희의 영화음악                                                       |
| 12:00    | 이수영의 12시에 만납시다                                                | 이수영의 12시에 만납시다                                                | 이수영의 12시에 만납시다                                                | 문애란의 12시에 만납시다                                                |
| 14:00    | 한동준의 FM POPS                                                        | 한동준의 FM POPS                                                        | 한동준의 FM POPS                                                        | 한동준의 FM POPS                                                        |
| 16:00    | 박승화의 가요속으로                                                     | 박승화의 가요속으로                                                     | 박승화의 가요속으로                                                     | 박승화의 가요속으로                                                     |
| 18:00    | 배미향의 저녁스케치                                                     | 배미향의 저녁스케치                                                     | 배미향의 저녁스케치                                                     | 배미향의 저녁스케치                                                     |
| 20:00    | 김현주의 행복한 동행                                                    | 김현주의 행복한 동행                                                    | 김현주의 행복한 동행                                                    | 김현주의 행복한 동행                                                    |
| 22:00    | 허윤희의 꿈과 음악 사이에                                               | 허윤희의 꿈과 음악 사이에                                               | 허윤희의 꿈과 음악 사이에                                               | 허윤희의 꿈과 음악 사이에                                               |
| 00:00    | 시작하는 밤 백원경입니다                                                | 시작하는 밤 백원경입니다                                                | 시작하는 밤 백원경입니다                                                | 시작하는 밤 백원경입니다                                                |
| 02:00    | 김정원의 아름다운 당신에게 (재방송)                                     | 찬양하라 내 영혼아 (CBS 표준FM 및 JOY4U 동시방송)                       | 찬양하라 내 영혼아 (CBS 표준FM 및 JOY4U 동시방송)                       | 찬양하라 내 영혼아 (CBS 표준FM 및 JOY4U 동시방송)                       |

## 주파수
| 방송국         | 호출부호      | 송신소        | 음악FM     | 음악FM | 송신소 주소                                | 개국일/변경일    | 수신가능지역                                 |
| 방송국         | 호출부호      | 송신소        | 주파수     | 출력   | 송신소 주소                                | 개국일/변경일    | 수신가능지역                                 |
| -------------- | ------------- | ------------- | ---------- | ------ | ------------------------------------------ | ---------------- | -------------------------------------------- |
| CBS 음악FM     | HLKY-FM(음악) | 관악산 송신소 | FM 93.9㎒  | 7㎾    | 경기 과천시 중앙동 산12-1 (넥스콘테크)     | 1995년 12월 15일 | 서울, 인천, 경기                             |
| CBS 음악FM     | HLKY-FM(음악) | 문산 중계소   | FM 93.9㎒  | 500W   | 경기 파주시 문산읍 선유리 산72             | 1997년 4월 24일  | 서울, 인천, 경기                             |
| CBS 음악FM     | HLKY-FM(음악) | 강화 중계소   | FM 93.9㎒  | 500W   | 인천 강화군 하점면 부근리 252              | 1997년 4월 24일  | 서울, 인천, 경기                             |
| 부산CBS 음악FM | HLKP-FM(음악) | 황령산 송신소 | FM 102.1㎒ | 1㎾    | 부산 연제구 연산2동 산181-3 (KNN)          | 2011년 2월 21일  | 부산 전지역                                  |
| 부산CBS 음악FM | HLKP-FM(음악) | 녹산 중계소   | FM 105.3㎒ | 20W    | 부산 강서구 녹산동 산2-27 (봉화산)         | 2017년 2월 28일  | 부산 전지역                                  |
| 대구CBS 음악FM | HLKT-FM(음악) | 앞산 송신소   | FM 97.1㎒  | 1㎾    | 대구 남구 대명동 산227-1 (KBS대구방송총국) | 2017년 12월 1일  | 대구 전지역, 경산, 구미, 칠곡, 성주, 고령 등 |
| 광주CBS 음악FM | HLEM-FM(음악) | 무등산 송신소 | FM 98.1㎒  | 1㎾    | 광주 북구 금곡동 산1-1 (kbc 광주방송)      | 2019년 1월 9일   | 광주 전지역, 나주, 담양, 장성 등             |

## 제공 시보
- 베스트슬립 (01시, 03시, 05시, 07시, 09시, 11시, 13시, 15시, 17시, 19시, 21시, 23시 시보 제공)
- 장수돌소파 (00시, 02시, 04시, 08시, 12시, 16시, 20시, 22시 시보 제공)
- CBS 음악FM 전용 로로송 (06시, 10시, 14시, 18시 시보 제공)

## 시보 멘트
- 수도권 시보, 광고 있을 시 | “ | 당신을 믿습니다. 아름다운 라디오 93.9㎒ CBS 음악FM입니다. H.L.K.Y. OOO이(가) OO시를 알려드립니다. (이후 4초 시보음) | ” |

| “ | 아름다운 라디오 93.9㎒ CBS 음악FM입니다. H.L.K.Y. OOO이(가) OO시를 알려드립니다. (이후 4초 시보음) | ” |

 무광고 시보
| “ | 00시입니다. 이어서 000의 0000 0부가 방송됩니다. 아름다운 라디오 93.9㎒ CBS 음악FM입니다. H.L.K.Y. CBS 음악FM 로고송. (이후 4초 시보음) | ” |

- 부산 시보, 광고 있을 시 | “ | FM 102.1MHz, 서부산 105.3MHz, 부산CBS 제2FM입니다. HLKP OOO이(가) OO시를 알려드립니다. (이후 4초 시보음) | ” |

| “ | FM 102.1MHz, 서부산 105.3MHz, 부산CBS 제2FM입니다. HLKP OOO이(가) OO시를 알려드립니다. (이후 4초 시보음) | ” |

 무광고 시보
| “ | 00시입니다. 이어서 000의 0000 0부가 방송됩니다. FM 102.1MHz, 서부산 105.3MHz, 부산CBS 제2FM입니다. HLKP 부산CBS 음악FM 로고송. (이후 4초 시보음) | ” |

- 대구 시보, 광고 있을 시 | “ | 새로운 음악세상 FM 97.1㎒ 대구CBS 음악FM입니다. H.L.K.T. OOO이(가) OO시를 알려드립니다. (이후 4초 시보음) | ” |

| “ | 새로운 음악세상 FM 97.1㎒ 대구CBS 음악FM입니다. H.L.K.T. OOO이(가) OO시를 알려드립니다. (이후 4초 시보음) | ” |

 무광고 시보
| “ | 00시입니다. 이어서 000의 0000 0부가 방송됩니다. 새로운 음악세상 FM 97.1㎒ 대구CBS 음악FM입니다. H.L.K.T. 대구CBS 음악FM 로고송. (이후 4초 시보음) | ” |

- 대구 시보, 광고 있을 시 | “ | 새로운 음악세상 97.1㎒ 대구CBS 음악FM입니다. H.L.K.T. OOO이(가) OO시를 알려드립니다. (이후 4초 시보음) | ” |

| “ | 새로운 음악세상 97.1㎒ 여러분의 CBS 음악FM입니다. H.L.K.T. OOO이(가) OO시를 알려드립니다. (이후 4초 시보음) | ” |

 무광고 시보
| “ | 00시입니다. 이어서 000의 0000 0부가 방송됩니다. 새로운 음악세상 97.1㎒ 여러분의 CBS 음악FM입니다. H.L.K.T. 대구CBS 음악FM 로고송. (이후 4초 시보음) | ” |

- 광주 시보, 광고 있을 시 | “ | 2FM 98.1㎒ 광주CBS 음악FM입니다. HLEM-FM OOO이(가) OO시를 알려드립니다. (이후 4초 시보음) | ” |

| “ | 2FM 98.1MHz 광주CBS 음악FM입니다. HLEM-FM OOO이(가) OO시를 알려드립니다. (이후 4초 시보음) | ” |

 무광고 시보
| “ | 00시입니다. 이어서 000의 0000 0부가 방송됩니다. 2FM 98.1MHz 광주CBS 음악FM입니다. HLEM-FM 광주CBS 음악FM 로고송. (이후 4초 시보음) | ” |

## 같이 보기
- KBS 제1라디오
- KBS 제2라디오
- EBS FM
- MBC FM4U
- BBS FM
- TBS FM
- YTN
- 시민방송
- 상생방송
- 방송대학TV